# São Paulo 6-timmars

Autódromo José Carlos Pace

São Paulo 6-timmars är en långdistanstävling för sportvagnar som körs på Autódromo José Carlos Pace i brasilianska São Paulo.  

## Historia
Sportvagnstävlingen Mil Milhas Brasileiras är ett nationellt lopp som hållits årligen sedan 1956. 2007 ingick tävlingen för första gången i ett internationellt mästerskap, Le Mans Series. 
Sedan 2012 ingår loppet i FIA World Endurance Championship.

## Vinnare
| År        | Förare                                        | Bil                     | Distans        | Mästerskap                       |                |
| --------- | --------------------------------------------- | ----------------------- | -------------- | -------------------------------- | -------------- |
| 2007      | Nicolas Minassian Marc Gené                   | Peugeot 908 HDi FAP     | 1000 km        | Le Mans Series                   |                |
| 2008-2009 | Inga tävlingar                                | Inga tävlingar          | Inga tävlingar | Inga tävlingar                   | Inga tävlingar |
| 2010      | Enrique Bernoldi Alexandre Negrão             | Maserati MC12           | 1 timme        | FIA GT1-VM                       |                |
| 2011      | Ingen tävling                                 | Ingen tävling           | Ingen tävling  | Ingen tävling                    | Ingen tävling  |
| 2012      | Alexander Wurz Nicolas Lapierre               | Toyota TS030 Hybrid     | 6 timmar       | FIA World Endurance Championship |                |
| 2013      | André Lotterer Benoît Tréluyer Marcel Fässler | Audi R18 e-tron quattro | 6 timmar       | FIA World Endurance Championship |                |
| 2014      | Marc Lieb Romain Dumas Neel Jani              | Porsche 919 Hybrid      | 6 timmar       | FIA World Endurance Championship |                |
| 2015-2023 | Inga tävlingar                                | Inga tävlingar          | Inga tävlingar | Inga tävlingar                   | Inga tävlingar |
| 2024      | Sébastien Buemi Brendon Hartley Ryō Hirakawa  | Toyota GR010 Hybrid     | 6 timmar       | FIA World Endurance Championship |                |
| 2025      | Alex Lynn Norman Nato Will Stevens            | Cadillac V-Series.R     | 6 timmar       | FIA World Endurance Championship |                |